# 金征宇
金征宇（1960年5月—），江苏扬州人，汉族，食品科学与工程学者，江南大学食品学院教授、博士生导师，中国工程院院士，曾任江南大学副校长。中国民主同盟盟员，第十二届全国人大代表。毕业于无锡轻工业学院食品工程系食品工程专业。